# Hemibagrus olyroides
Hemibagrus olyroides es una especie de pez de la familia Bagridae en el orden de los Siluriformes.

## Morfología
Los machos pueden llegar alcanzar los 20,2 cm de longitud total.

## Distribución geográfica
Se encuentran en Indonesia.